# Stazione di Ōsakajō-kitazume
La stazione di Ōsakajō-kitazume (大阪城北詰駅?, Ōsakajō-kitazume-eki) è una stazione ferroviaria sotterranea della linea JR Tōzai di Ōsaka in Giappone.

## Linee

### Treni
- JR West
  - ■ Linea JR Tōzai